# 768

سنة 768 كانت سنة كبيسة تبدأ يوم الجمعة (سوف يظهر الرابط التقويم الكامل للعام) حسب التقويم اليولياني، تم استخدام الفئة 768 لهذا العام منذ أوائل العصور الوسطى، عندما أصبح عصر التقويم بعد الميلاد هو الأسلوب السائد في أوروبا لتسمية السنوات.

## مواليد
- أبو السرايا الشيباني

## وفيات
- الأغلب بن سالم التميمي
- صالح بن علي العباسي
- بيبين القصير
- ابن إسحاق - عالم ومحدث ومؤرخ عربي.
- معن بن زائدة غيلة